# Roman Sexl
Roman Ulrich Sexl (Viena, 19 de outubro de 1939 – Viena, 10 de julho de 1986) foi um físico teórico e didático da física austríaco.

## Vida
O físico Theodor Sexl foi irmão de seu pai. Casou com a física Hannelore Egstain (nascida em 1939).
Sexl estudou a partir de 1957 física e matemática na Universidade de Viena, onde obteve em 1961 um doutorado, orientado por Walter Thirring. Durante o pós-doutorado esteve no Instituto de Estudos Avançados de Princeton (1962/63). Em 1963 foi professor assistente da Universidade de Washington, em 1964 da Universidade de Maryland e em 1966 professor associado da Universidade da Geórgia. Em 1967 habilitou-se em Viena onde foi em 1969 professor extraordinário de física teórica e em 1971 professor ordinário de Teoria da Relatividade Geral e cosmologia. Além disso dirigiu de 1971 a 1975 o Instituto de Pesquisas Espaciais da Academia Austríaca de Ciências.
Em 1981 foi presidente do Comitê Internacional de Ensino da Física da União Internacional de Física Pura e Aplicada (IUPAP). Recebeu em 1980 o primeiro Prêmio Robert Wichard Pohl.

## Obras
- Relativitätstheorie, Wien: Überreuter 1972
- Relativitätstheorie in der Kollegstufe, Vieweg 1973
- com I. Raab, E. Steeurwitz: Physik, Band 1 bis 6, Überreuter 1976 bis 1978
- com H. K. Schmidt: Relativitätstheorie, Schulverlag Vieweg, Düsseldorf 1978
- Was die Welt zusammenhält : Physik auf der Suche nach dem Bauplan der Natur. Ullstein, Frankfurt/Main und Berlin 1989, ISBN 3-548-34230-2.
- Weisse Zwerge - schwarze Löcher: Einführung in die relativistische Astrophysik / Roman und Hannelore Sexl. -  Aufl.3, erw. - Braunschweig ; Wiesbaden : Vieweg 1999 ib.85.. (vormals Vieweg Studium ; 14, Ed.2. Grundkurs Physik, bereits fürs Gymnasium geeignet);  ISBN 3-528-17214-2 (3-540-415343) - online als pdf-Datei verfügbar.
- Roman Sexl, Helmuth K. Urbantke:  Relativität, Gruppen, Teilchen : spezielle Relativitätstheorie als Grundlage der Feld- und Teilchenphysik. Springer, Wien und New York 1992, ISBN 3-211-82355-7.
- Roman Sexl, Herbert Kurt Schmidt: Raum - Zeit - Relativität : relativistische Phänomene in Theorie und Beispiel. Vieweg, Braunschweig und Wiesbaden 2001, ISBN 3-528-37236-2.
- Roman Sexl und Helmuth K. Urbantke: Gravitation und Kosmologie : eine Einführung in die allgemeine Relativitätstheorie. Spektrum Akademischer Verlag, Heidelberg und Berlin 2002, ISBN 3-8274-1342-7.
- Kurt Baumann, Roman U. Sexl: Die Deutungen der Quantentheorie - 3., überarbeitete Aufl. Vieweg, Braunschweig 1987. (Facetten der Physik ; Band 11) Kritische Überlegungen ergänzt mit berühmten Originalabhandlungen von Max Born, Werner Heisenberg, Albert Einstein, Niels Bohr, Erwin Schrödinger, Wladimir Fock, David Bohm, John Stewart Bell, Bryce DeWitt - ISBN 3-528-28540-0
- Theories of Gravitation, Fortschritte der Physik, Band 15, 1967, p. 269-307
- com Helmuth Urbantke: Cosmic particle creation processes, Acta Physica Austriaca, Band 23, 1967, p. 339–355
- Editor com P. Aichelburg: Albert Einstein. Sein Einfluß auf Physik, Philosophie und Politik, Vieweg 1979

Ab 1979 war er Herausgeber der Reihe Facetten der Physik bei Vieweg.